# Nick Smith
Nicholas Smith Jr (ur. 18 kwietnia 2004 w Jacksonville) – amerykański koszykarz, występujący na pozycjach rozgrywającego lub rzucającego obrońcy, od 2023 zawodnik Charlotte Hornets.
W 2022 wystąpił w meczach gwiazd amerykańskich szkół średnich − McDonald’s All-American, Jordan Brand Classic, Nike Hoop Summit. W drugim z wymienionych spotkań został wybrany MVP.
W 2023 reprezentował Charlotte Hornets podczas rozgrywek ligi letniej NBA w Las Vegas i Sacramento.

## Osiągnięcia
Stan na 12 grudnia 2023, na podstawie, o ile nie zaznaczono inaczej.
NCAA
- Uczestnik rozgrywek Sweet 16 turnieju NCAA (2023)
- Najlepszy:
  - pierwszoroczny zawodnik:
    - NCAA (2023 według CBSSports)
    - konferencji Southeastern (SEC – 2023 według CBSsports i Blue Ribbon Magazine)
    - tygodnia:
      - NCAA (12.12.2022 – CBS Sports/USBWA National Freshman of the Week, Dick Vitale’s „Diaper Dandy” Star of the Week)
      - SEC (12.12.2022, 27.02.2023)

  - nowo przybyły zawodnik NCAA (2023 według Blue Ribbon Magazine)
- Zaliczony do:
  - I składu SEC (2023)
  - II składu All-American (2023 według CBSsports.com)
  - III składu All-American (2023 według Sporting News)
  - IV składu All-American (2023 według Blue Ribbon Magazine)